# Onthophagus polyphemi
Onthophagus polyphemi es una especie de insecto del género Onthophagus, familia Scarabaeidae, orden Coleoptera.

Fue descrita científicamente por Hubbard en 1894.